# Novosedly nad Nežárkou
Novosedly nad Nežárkou é uma comuna checa localizada na região da Boêmia do Sul, distrito de Jindřichův Hradec.